# بريمي (بافيا)
بريمي (بالإيطالية: Breme)‏ هي بلدة تقع في مقاطعة بافيا بإقليم لومبارديا في شمال إيطاليا. تبلغ مساحة هذه المدينة 19.2 (كم²)، وترتفع عن سطح البحر 101 م، بلغ عدد سكانها 889 نسمة في عام 2004 حسب إحصاء المعهد الوطني للإحصاء.

## السكان
في سنة 1861 بلغ عدد السكان 2٬320 نسمة، وتطور العدد ليصل في سنة 2011 لـ 853 نسمة.
يظهر هذا المخطط البياني تطور النمو السكاني لـ بريمي (بافيا)